# Weidenmühle (Igensdorf)
Weidenmühle ist ein Gemeindeteil des Marktes Igensdorf im Landkreis Forchheim (Oberfranken, Bayern).

## Geografie
Die im Erlanger Albvorland gelegene Einöde liegt etwa zwei Kilometer südlich und unterhalb des Ortszentrums von Igensdorf auf einer Höhe von 324 m ü. NHN an einem zuvor nach rechts vom Aubach abgezweigten Mühlbach neben der Schwabach, der wenige Meter vor dem Mühlplatz sich wieder mit dem Aubach vereint, welcher kurz nach der Weidenmühle, nunmehr aber Mühlbach genannt, von links in die Schwabach mündet.

## Geschichte

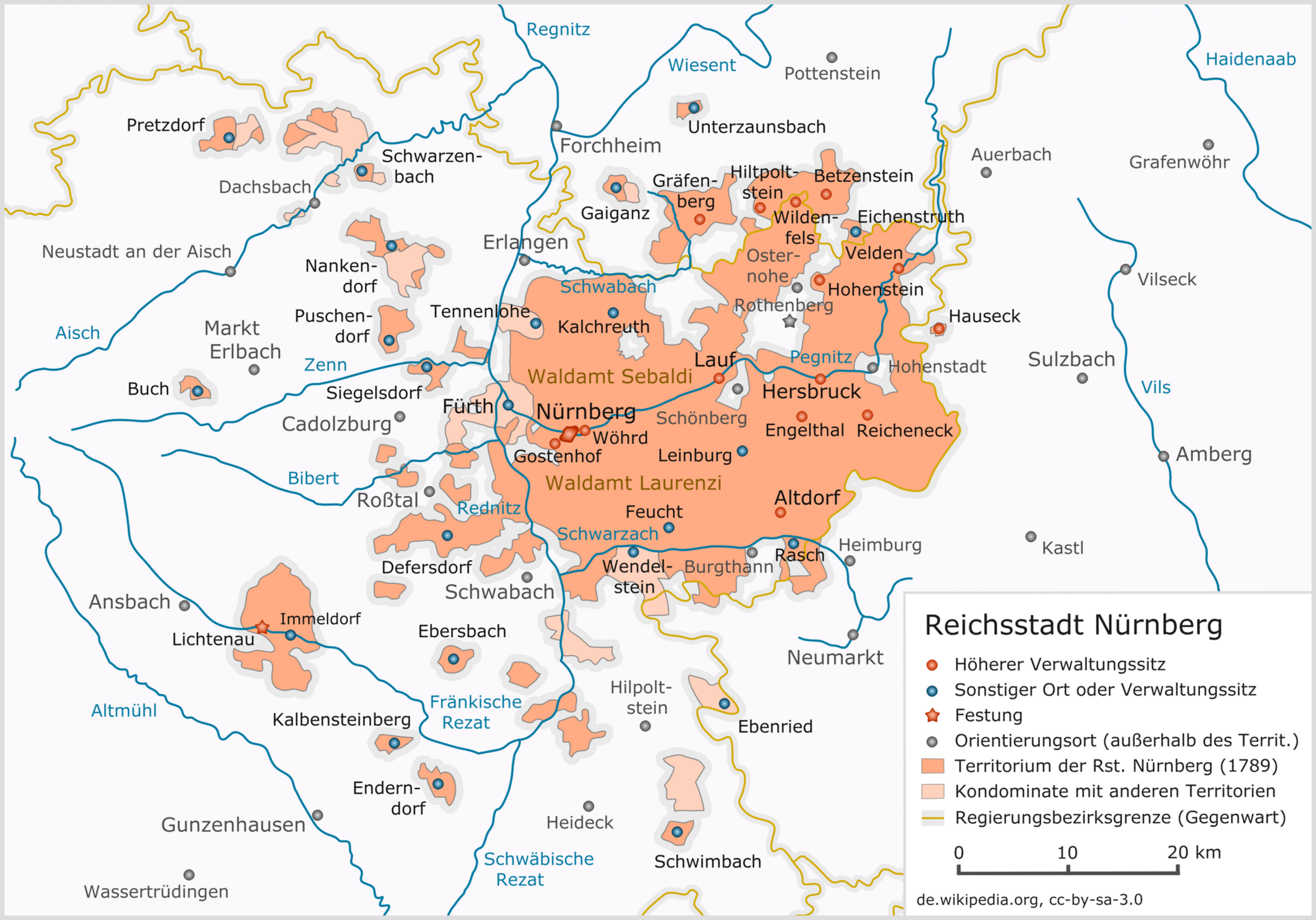
Das Landgebiet der Reichsstadt Nürnberg

Die Weidenmühle wurde im Jahr 1439 zum ersten urkundlich erwähnt. Bis zum Beginn des 19. Jahrhunderts hatte der Ort der Landeshoheit der Reichsstadt Nürnberg unterstanden. Die im fränkischen Raum für die Landeshoheit maßgebliche Dorf- und Gemeindeherrschaft über das einzige Anwesen des Ortes wurde dabei vom reichsstädtischen Heilig-Geist-Spitalamt ausgeübt, während die Hochgerichtsbarkeit dem Pflegamt Hiltpoltstein in seiner Funktion als Fraischamt oblag. 1803 wurde die Weidenmühle infolge des zwischen dem Kurfürstentum Pfalzbaiern und dem Königreich Preußen abgeschlossenen Hauptlandesvergleichs der nürnbergischen Landeshoheit entzogen und von Preußen annektiert. Es wurde von diesem in sein süddeutsches Verwaltungsgebiet Ansbach-Bayreuth eingegliedert und damit später zum Bestandteil des Eschenauer Straßendistrikts, einer Korridorverbindung, mit der die beiden geografisch voneinander getrennten Teile dieses Territoriums über eine Militärstraße miteinander verbunden wurden. Nach der preußischen Niederlage im Vierten Koalitionskrieg wurde der Ort zusammen mit dem gesamten Fürstentum Bayreuth 1807 einer vom französischen Kaiserreich eingesetzten Militärverwaltung unterstellt. Mit der im Jahr 1810 durch das Königreich Bayern käuflich erfolgten Erwerbung dieses Fürstentums wurde die Weidenmühle schließlich bayerisch.
Durch die zu Beginn des 19. Jahrhunderts im Königreich Bayern durchgeführten Verwaltungsreformen wurde der damals aus zwei Anwesen bestehende Weiler mit dem zweiten Gemeindeedikt im Jahr 1818 zu einem Gemeindeteil der Ruralgemeinde Rüsselbach. Im Zuge der Gebietsreform in Bayern wurde die Weidenmühle am 1. Januar 1972 in den Markt Igensdorf eingegliedert.

## Verkehr
Die von Stöckach kommende Kreisstraße FO 31 durchquert den Ort und führt weiter zur Bundesstraße 2. Der nächstgelegene Bahnhof ist der unmittelbar südlich des Nachbarortes Weidenbühl gelegene Haltepunkt Rüsselbach der Gräfenbergbahn.